# United Grinding Group
Die United Grinding Group (Eigenschreibweise: UNITED GRINDING Group), vormals Körber Schleifring, ist ein international tätiges Maschinenbauunternehmen. Die Unternehmen der Gruppe produzieren Schleifmaschinen, Erodiermaschinen, Lasermaschinen, Messmaschinen sowie Werkzeugmaschinen für die additive Fertigung und bieten die zugehörigen Dienstleistungen an. Mit ihren Unternehmensmarken zählt die United Grinding Group zu den Weltmarktführern.

## Geschichte

### Vorgeschichte
Die United Grinding Group entwickelte sich durch eine Reihe von Fusionen und Erweiterungen innerhalb der Werkzeugmaschinenbranche. 1978 übernahm die Hauni AG (später Körber AG) den Hamburger Schleifmaschinenhersteller Blohm. 1983 kam Schaudt hinzu. 1993 erfolgte unter dem Dach der Körber Schleifring GmbH die Bildung der internationalen Schleifring-Gruppe. Neben der Berliner Werkzeugmaschinenfabrik GmbH (BWF), dem Schleifmaschinenwerk Chemnitz, der Schaudt Maschinenbau GmbH sowie der Mikrosa Werkzeugmaschinen GmbH gehörten auch die beiden Schweizer Unternehmen Mägerle AG Maschinenfabrik und Fritz Studer AG zur Gruppe.
Weitere Expansionen folgten. So wurden 1994 das chinesische Vertriebs- und Servicebüro in Peking sowie die amerikanische Vertriebs- und Servicegesellschaft (UGT) eröffnet. 1995 folgten die Schleifring-Büros in Shanghai und 1997 in Chongqing. In den folgenden Jahren traten weitere Marken wie Jung (1998), Ewag (2000) und die Walter Maschinenbau GmbH (2004) der Gruppe bei. Gleichzeitig wurde die internationale Produktion ausgebaut, etwa durch die Gründung der Körber Schleifring Machinery in China im Jahr 2004 und die spätere Verlegung der Produktion nach Shanghai im Jahr 2008.
2009 wurden die Marken Schaudt und Mikrosa zusammengelegt.

### United Grinding Group
Aufgrund der zunehmenden Internationalisierung der Körber Schleifring GmbH firmierte das Unternehmen zwischen 2012 und 2013 um und wurde zur United Grinding Group mit Sitz in Bern in der Schweiz. 2015 erweiterte die Gruppe ihr Tätigkeitsfeld im Bereich der additiven Fertigung durch die Übernahme des Dienstleistungsbereichs des in der additiven Fertigung tätigen Irpd (Institut für Rapid Product Development) von der Inspire AG. Im Zuge der Übernahme wurde hierfür die Irpd AG gegründet.
2018 wurde die United Grinding Group von der Körber AG an einen durch die BZ Bank Aktiengesellschaft organisierten, strategisch ausgerichteten Investoren-Pool verkauft. 2020 erfolgte die Schließung von Schaudt Mikrosa.
2022 ging die Unternehmensgruppe eine strategische Partnerschaft mit der Schweizer Tschudin AG ein. Im selben Jahr gründete die United Grinding Group zusammen mit Titans of CNC, einem Anbieter von Weiterbildungsplattformen in der Fertigungsindustrie, die sogenannte Grinding Academy. Auf dieser Plattform werden kostenlos Online-Kurse im Bereich der Zerspanungstechnik angeboten.
Im Oktober 2024 kündigte die United Grinding Group die Übernahme der Division Machining Solutions des Georg-Fischer-Konzerns an. Die Übernahme soll 2025 vollzogen werden.

## Kritik an Geschäften mit Russland
Nach einem am 10. Oktober 2024 veröffentlichten Bericht der Tagesschau hat die Firma Walter Maschinenbau trotz bestehender EU-Sanktionen gegen Russland seit dem Überfall Russlands auf die Ukraine weiterhin ihre Spezialmaschinen nach Russland geliefert. Die Lieferungen fanden wohl über Zwischenhändler, z. B. in der Türkei, statt. Walter-Maschinen fänden sich in grosser Stückzahl beim russischen Unternehmen NIR JSC, das laut ukrainischen Sicherheitsbehörden das russische Militär mit Flugzeug- und Raketenmotoren beliefert. Die Firma Walter liess mehrere Anfragen des SWR unbeantwortet.
Die Südwest Presse berichtete am 12. Oktober 2024 über die Stellungnahme der United Grinding Group, die erklärte, grundsätzlich keine Informationen zu Geschäftsbeziehungen preiszugeben. Weiterhin teilte das Unternehmen mit, dass es sich an die internationalen Vorschriften zu Exportkontrollen und Sanktionen halte.

## Unternehmensstruktur
Die United Grinding Group ist eine Unternehmensgruppe von Herstellern von Schleifmaschinen, Erodiermaschinen, Lasermaschinen, Messmaschinen und Werkzeugmaschinen für die additive Fertigung. Die Gruppe ist weltweit aktiv und beschäftigt über 2000 Mitarbeiter an mehr als 20 Produktions- und Vertriebsstandorten. Mehrheitsaktionär der United Grinding Group ist die Schweizer Patinex AG von Martin und Rosmarie Ebner.
Die Gruppe besteht aus vier Technologiebereichen. Ausserhalb der Schweiz und Deutschland wird das operative Geschäft der vier Technologiegruppen durch die United Grinding North America (Vereinigte Staaten), die United Grinding (Shanghai) Ltd. (China) und die United Grinding India (Indien) betrieben.
Zu der Unternehmensgruppe gehören die Marken Mägerle, Blohm, Jung, Studer, Schaudt, Mikrosa, Walter, Ewag und Irpd. Die Dienstleistungen für die Maschinen der Marke Schaudt Mikrosa werden seit ihrer Schließung 2020 von der Blohm Jung GmbH weitergeführt. In Deutschland und der Schweiz werden die Technologiebereiche durch die folgenden Unternehmen und Marken vertreten:
| Technologiebereich         | Marken  | Sitz                      |
| -------------------------- | ------- | ------------------------- |
| Flach- und Profilschleifen | Mägerle | Fehraltorf, Schweiz       |
| Flach- und Profilschleifen | Blohm   | Hamburg, Deutschland      |
| Flach- und Profilschleifen | Jung    | Göppingen, Deutschland    |
| Rundschleifen              | Studer  | Steffisburg/Thun, Schweiz |
| Rundschleifen              | Mikrosa | Göppingen, Deutschland    |
| Rundschleifen              | Schaudt | Göppingen, Deutschland    |
| Werkzeugbearbeitung        | Walter  | Tübingen, Deutschland     |
| Werkzeugbearbeitung        | Ewag    | Etziken, Schweiz          |
| Additive Fertigung         | Irpd    | St. Gallen, Schweiz       |

## Geschäftsbereiche

### Technologiebereiche und Produkte
Die United Grinding Group stellt verschiedene Werkzeugmaschinen und Assistenzsysteme her, aufgeteilt auf die Technologiebereiche Flach- und Profilschleifen, Rundschleifen und Werkzeugbearbeitung. Darüber hinaus werden Maschinen für die additive Fertigung hergestellt. Zu den Kunden gehören sowohl Kleinbetriebe als auch Grosskonzerne. Die Maschinen werden in verschiedenen Branchen eingesetzt, von der Automobilindustrie, über die Luft- und Raumfahrt, dem Werkzeug- und Formenbau bis hin zur Feinmechanik.

#### Flach- und Profilschleifen
Unter der Marke Mägerle werden unter anderem Schleifmaschinen der Reihen MFP und MGC angeboten; diese gelten als hochproduktiv und werden vermehrt in der Luftfahrt verwendet. Weiterhin werden von Blohm die Reihen Profimat und Planomat vertrieben, welche über hohe Achsgeschwindigkeiten, Beschleunigungen und eine hohe Systemsteifigkeit verfügen. Unter der Marke Jung wird die J600 angeboten, welche auf Präzision und Oberflächengüte ausgerichtet ist.

#### Rundschleifen
Studer vertreibt mit der S-Linie diverse Innen- und Aussenrundschleifenmaschinen für kleine und mittelgrosse Werkstücke. 2023 gehörten die CNC Universalrundschleifmaschinen S33, S31 und S41 zu den umsatzstärksten Maschinen von Studer.

#### Werkzeugschleifen
Die Marke Walter vertreibt diverse Werkzeugbearbeitungsmaschinen und Messmaschinen, unter anderem unter den Reihen Helitronic und Helicheck. Eine Maschine kann dabei sowohl erodieren als auch schleifen; so wird das Umspannen auf eine zweite Maschine vermieden.

#### Additive Fertigung
Im Bereich der additiven Fertigung wird unter der Marke Irpd die Impact 4530 angeboten, eine additive Werkzeugmaschine für die Herstellung von Metallbauteilen mit hoher Wiederholgenauigkeit. Ausserdem ist die Irpd im Dienstleistungssektor der additiven Fertigung tätig, was unter anderem Seminare, Workshops und Lohnfertigung umfasst.

### C.O.R.E. Betriebssystem
C.O.R.E. (Customer Oriented REvolution) ist eine von der United Grinding Group entwickelte Software- und Hardwarearchitektur für Präzisionsmaschinen. Sie wurde erstmals 2021 auf der EMO in Mailand vorgestellt. Das System ermöglicht die Vernetzung von Maschinen, die Steuerung und Überwachung von Fertigungsprozessen sowie die Optimierung dieser Prozesse. Zudem ermöglicht das System die Integration diverser IoT-Anwendungen. Weiterhin verfügt das System über ein Multitouch-Display, das sich wie ein Smartphone bedienen lässt.

## Auszeichnungen (Auswahl)
- 2022: UX Design Award für das Betriebssystem C.O.R.E., verliehen durch das Internationale Design Zentrum Berlin.[36][37]